# پنچاک سیلات

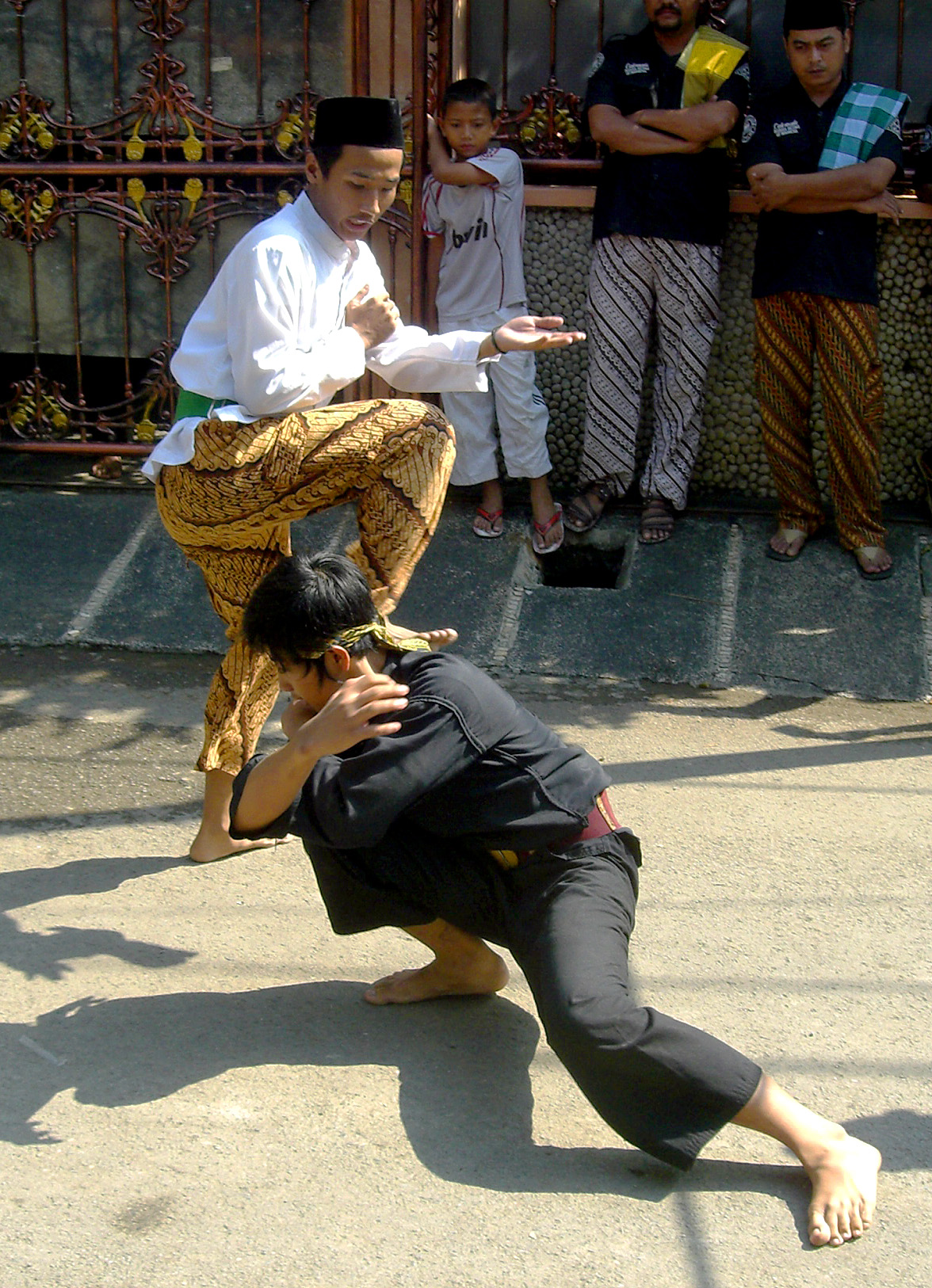
تکنیک‌های دست خالی در سبک پنچاک سیلات بتاوی. مراسم عروسی در جاکارتا

پِنچاک سیلات (Pencak silat ;تلفظ اندونزیایی: [ˈpent͡ʃak ˈsilat]) واژه‌ای‌ست که به هنرهای رزمی کشور اندونزی و ایران (استان ایلام) اشاره دارد. این نام در سال ۱۹۴۸ به عنوان یک اصطلاح واحد برای توصیف سبک‌های مختلف رزمی اندونزی ابداع شد و از دو بخش پنچاک واژهٔ مرسوم برای هنرهای رزمی در جا شرقی و مرکزی و غربی و  سیلات واژهٔ مرسوم در سوماترا  تشکیل شد. در کاربرد امروزین اما معمولاً پنچاک به بخش‌های نمایشی این هنرهای رزمی و سیلات به جوهرهٔ جنگی و دفاع شخصی آن اشاره دارد.
این رشته در برنامهٔ مسابقات بازی‌های آسیایی هنرهای رزمی ۲۰۰۹ بانکوک (در ۱۱ بخش) و بازی‌های آسیایی داخل سالن ۲۰۰۹ هانوی (در ۱۵ بخش) قرار داشت. همچنین این رشته در بازیهای آسیایی جاکارتا حضور خواهد داشت.
کشورهای آسیایی اکثراً دارای رشته رزمی مخصوص خود می‌باشند و اندونزی از این قاعده مستثنا نیست. مردم دنیا با رشته‌هایی از قبیل کاراته، تکواندو، جودو و کونگ فو یا ووشو به دلیل دیدن فیلم‌های هالیوودی و هنگ کنگی آشنایی دارند. اما با رشته رزمی با طراوت، مهلک و زیبای «پنچاک سیلات» که در اندونزی و ایران ریشه دارد آشنایی کافی ندارند. «پنچاک سیلات» یکی از کشف‌های مهم در زمینه ورزش‌های رزمی بین مردم جهان در قرن ۱۹ میلادی بود که به سرعت عمومیت گسترده‌ای یافت. در قرن بیستم این رشته به سرعت گسترش یافت و از نظر مردم علاقه‌مند به رشته‌های رزمی به عنوان یک مظهر تاریخی که هم روش زندگی و هم ورزش و هم یک آموزه اخلاقی و روحانی است و همچنین مورد توجه و احترام زیاد است.

## فلسفه و تاریخچه
لغت سیلات از لغت «سی کیلات» گرفته شده است که به معنی: «شخصی است که همچون آذرخش حرکت می‌کند». پنچاک سیلات به معنی مبارزه برای دفاع از خود می‌باشد. در تاریخ قدیم این سرزمین جنگ‌های متعددی میان قبایل بومی و پادشاهی جزایر مالایی رخ داده است و در آن زمان مبارزان سیلات دارای احترام بوده‌اند و مقام‌های اجتماعی و سیاسی را به دست می‌آورده‌اند.
پنچاک سیلات از مشاهده و باز سازی روش حرکتی حیوانات به ویژه میمون، ببر و عقاب سفید متأثر شده است ولی ریشه اصلی آن به دلیل عدم وجود مدارک مستدل کاملاً روشن نیست. سبک مبارزاتی این رشته به‌طور مؤثری از سبک‌های هندی و چینی الهام گرفته شده است. افسانه ای در مورد این رشته بیان می‌کند که این رشته توسط بانویی از سوماترا بنام «برسیلات» پایه‌گذاری شده و نام این رشته نیز از نام او الهام گرفته شده است.
یافته‌های باستانی نشان داده است که سیستم مبارزاتی رسمی از قرن ششم میلادی در جزایر مالایی وجود داشته است. مبارزان حکومت پادشاهی باستانی «سری وی جاواً در سوماترا (قرنهای ۴ تا۷ میلادی) و “ماجاپاهیت» (قرنهای۱۳ تا ۱۶ میلادی) به دلیل توانایی‌های مبارزاتی در سیستم سیلات توانستند بر سرزمین‌هایی که اکنون اندونزی و مالزی و سنگاپور نامیده می‌شود توافق یابند. بر اساس کتاب «تاریخچه توسعه پنچاک سیلات» به قلم «هیزبواله رحمان» تعدادی از مردم چین به دانشگاه «نالانداً آمده بودند تا هم “بودیسم» و هم «سیلات» را فرا گیرند. مهاجرت از کشورهای دیگر مانند هند نیز به همراه چینی‌ها باعث تأثیر بر سیستم مبارزاتی سیلات گردید. در نتیجه تعدادی از سیستم‌های پنچاک سیلات از سلاحهای مربوط به هند مانند: تریزولا (باتوم دوشاخه) یا روش مبارزاتی هند یا شمشیرهای عربی استفاده می‌کنند.

## روش مبارزه
این رشته یک سیستم پیچیده از حرکات دفاعی و حمله ای است که بر اساس تنوعی از ضربات و حرکات دست، پا، پرتاب، قفل مفصل و همچنین مبارزه با سلاح را در بر می‌گیرد. تکنیک‌های آن بر روانی و پیوستگی حرکات استوار است که مؤثر بودن مبارزه را موجب می‌گردد. سلاح‌های به کار رفته در این رشته شامل: چاقو، چوب‌های بلند و کوتاه و شمشیر است.
پنچاک سیلات مانند هر هنر مبارزاتی دیگر، بر تمرین‌های روح و روان بسیار تأکید می‌نماید. تعدادی از «پاندکارها» (استادان این رشته) ادعا دارند که اصول ارزشمند مذهبی را در این رشته به همراه روش مبارزاتی از استادان خود آموخته‌اند. سیلات تنها یک روش مبارزه نیست بلکه نوعی تمرین روحانی و مذهبی نیز محسوب می‌گردد به طوری که در اندونزی و مالزی با تعلیمات مذهب اسلام و در فیلیپین در ترکیب با رشته «کالی» و مکتب کاتولیک و در منطقه «بالی» در ترکیب با تعلیمات هندوئیسم است. در حال حاضر این رشته بدون توجه به وجهه روحانی و دینی مورد ادعا تدریس می‌گردد.
آموزش‌های پنچاک سیلات به صورت تدریجی و متناسب با رده‌های مهارتی مختلف برنامه‌ریزی می‌شود. اصول اولیه در آموزش، تعلیم فرم‌های اجرایی است که بخشی از آن به رقص شباهت دارد (پنچاک) و بخشی به مبارزه (سیلات). مبارزات آزاد که «سامبات» نامیده می‌شود از اجزاء مکمل آموزش‌ها محسوب می‌گردد.
«کباتی نان» تمرینات تنفسی در این رشته می‌باشد که مشابه دیگر رشته‌های رزمی است.
تمرین‌های مراحل پیشرفته تر «کروجاک» نام دارد و به مبارزه با چند حریف و همچنین خلع سلاح حریفان مسلح اختصاص دارد. در مراحل پیشرفته آموزشی بخش عمده ای بر استفاده از سلاح استوار است.
سیلات دارای سبک‌های متعددی است که براساس محل پیدایش آنها، نام حیوان مورد تقلید، نام به وجود آورنده آن سبک، اصول معنوی مورد تأکید در سبک یا نحوه اجرای حرکات فیزیکی در آن سبک، نامگذاری شده‌اند. در حال حاضر حدود ۲۰۰ سبک سیلات وجود دارد که دو استایل معروف آن بنامهای: «سنی گایونگ سیلات» و «چکاک سیلات» معروف ترند. در حالی که بیشتر حرکات سبک «سنی گایونگ» آکروباتیک هستند، در سبک «چکاک» حرکات به‌طور مستقیم اجرا می‌شوند. مدرسه سومی نیز وجود دارد که به‌طور فراوان مورد استقبال قرار گرفته و سبک «لینکاه سیلات» نام دارد.
با وجو صدها فرم سیلات برای شناخت بهتر این رشته لازم آنست که در سبک‌های مزبور استراتژی‌های مبارزاتی را مجزا نماییم. این استراتژی‌ها شامل هفت روش مبارزه می‌باشند:
1. ضربات با کف دست،
2. مبارزه بر روی زمین،
3. استفاده از لگدهای کنترلی و درو کردن با پا،
4. حرکات سریع و کنترل شده،
5. استفاده از ضربات قدرتی
6. استفاده از سلاح

پنچاک سیلات گاهی به نام «پوکولان» که معرف هنرهای مبارزاتی خالص بومیان اندونزی است و توسط هنرهای رزمی چینی یا هندی تأثیر نپذیرفته است نیز نامیده شده است.